# Jan Posthuma
Jan Marcus Posthuma (Dokkum, 11 de junho de 1963) é um ex-jogador de voleibol neerlandês que participou de três edições de Jogos Olímpicos.
Após integrar a seleção que participou dos Jogos Olímpicos de 1988, em Seul, Posthuma foi contratado pelo clube italiano Gabeca Montichiari, onde permaneceu até 1992 e teve outras duas passagens durante a carreira.
Nos Jogos Olímpicos de Barcelona, obteve uma inédita medalha de prata para a sua seleção ao perder para o Brasil na decisão.
Em sua terceira Olimpíada, Posthuma conquistou a medalha de ouro numa final contra a Itália por 3 sets a 2 em Atlanta 1996, único título olímpico dos Países Baixos até hoje.